# Radaslaw Astrowski
Radaslaw Astrowski (Wit-Russisch: Радаслаў Астроўскі) (Zapolle, 25 oktober 1887 - Benton Harbor (Michigan), 17 oktober 1976) was een Wit-Russisch nationalistisch politicus. Hij is ook bekend als Radasłaŭ Astroŭski, Radaslav Astrovski en Radosław Ostrowski (zijn Poolse naam).

## Opleiding en vroege politieke activiteiten (1905-1921)
Hij ontving lager- en middelbaar onderwijs in Wit-Rusland en studeerde vervolgens wis- en natuurkunde aan de Universiteit van Sint-Petersburg.
Astrowski nam deel aan de Revolutie van 1905. Vanwege zijn politieke activiteiten werd hij van de universiteit gestuurd en verbannen naar Pružany. Na enige tijd kon hij zijn studies afmaken aan de Universiteit van Derpt. In 1914 werd hij docent aan de kweekschool van Minsk. Na het uitbreken van de Eerste Wereldoorlog stopte hij met lesgeven en na de Februarirevolutie (1917) werd hij in het hoofdbestuur van Wit-Russische Socialistische Hramada partij gekozen en nam hij deel aan het Eerste Algehele Wit-Russische Congres (december 1917). Het Algehele Wit-Russische Congres koos een Grote Wit-Russische Rada (Rada = Raad), een voorlopig bestuur voor Wit-Rusland. De Rada riep later de autonomie van Wit-Rusland binnen de Russische Federatie uit.
Op 21 februari 1918 werd Wit-Rusland door Duitsland bezet. Het door de Grote Wit-Russische Rada gevormde voorlopige bewind erkende de Duitse bezetting niet en het bestuur ging ondergronds. Op 25 maart riep de Rada de onafhankelijkheid van Wit-Rusland uit (Wit-Russische Volksrepubliek) en werd Astrowski minister van Onderwijs. In november 1918, na de Duitse capitulatie, vertrok het Duitse leger en nam de Rada de macht over.
Toen het Rode Leger naderde ging Astrowski naar Oekraïne en sloot hij zich aan bij het Witte Leger van generaal Anton Denikin. Astrowski hoopte met hulp van Denikin het Rode Leger te verslaan. Inmiddels brak de Russisch-Poolse oorlog uit en het Rode Leger moest strijd leveren tegen het Poolse leger. De oorlog werd onder ander op Wit-Russisch en Oekraïens grondgebied uitgevochten. De strijd eindigde op 18 maart 1921. Een vredesverdrag voorzag in een duidelijke grens tussen Rusland en Polen. Delen van Wit-Rusland kwamen in handen van Polen.

## Vilnius (1921-1939)
Astrowski vestigde zich in Vilnius, dat van 1920-22 een "onafhankelijke" republiek was. Hij werd voorzitter van het Amerikaans Hulpfonds en later docent aan het gymnasium van Vilnius. Astrowski werd voorzitter van de Vereniging van Wit-Russische Scholen in Rusland. Astrowski werd tevens voorzitter van de Boeren en Arbeiders Hramada. In 1927 werden de leiders van Hramada gearresteerd en in een groot proces werden Astrowski en 18 andere verdachten veroordeeld tot lange gevangenisstraffen. Er was veel internationaal protest tegen dit proces, vooral vanuit Polen. De Sovjets besloten de gevangenen vrij te laten en naar Polen te sturen.

## Collaborateur (1939 - 1945)

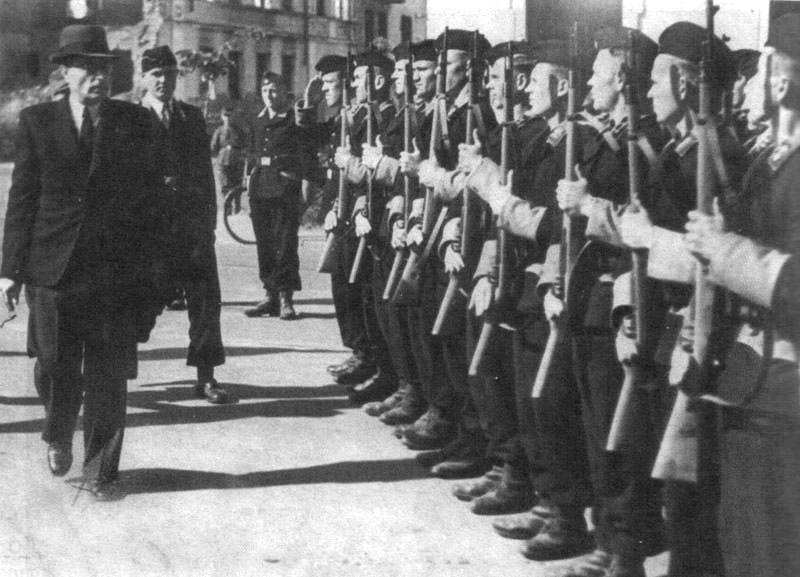
Radaslaw Astrowski tijden de Inspectie van de Wit-Russische hulppolitie, 1941

In september 1939 werd Oost-Polen door de Sovjet-Unie bezet en werd West-Wit-Rusland geannexeerd door de Wit-Russische Socialistische Sovjetrepubliek. Na de Duitse inval in de Sovjet-Unie begon Astroŭski te collaboreren met de Duitsers. Onder Duitse bescherming zette Astrowski een Wit-Russisch bestuur op in Minsk, Bransk en Smolensk. Hij was enige tijd burgemeester van Smolensk, maar in 1943 kreeg hij van de Duitse bezetter in Wit-Rusland de opdracht om een regering te vormen, de Wit-Russische Centrale Rada. De macht van de Rada was beperkt. Er werd ook een Wit-Russisch Nationaal Leger (BKA) gevormd. Dit leger telde uiteindelijk 60.000 man, versterkt door 20.000 politie-agenten van Franz Kushel. In samenwerking met Heinrich Himmler, de Reichsführer SS, werd de Waffen Sturm-brigade Belarus opgericht.

## Vlucht naar de Verenigde Staten (1956)
In het voorjaar van 1945 kwam Astrowski erachter dat de Duitsers de oorlog zouden verliezen. Astrowski nam maatregelen om te vluchten. Samen met militairen van het Wit-Russisch Nationaal Leger en de Waffen Sturm-brigade Belarus (zonder SS-uniform), vluchtte Astroŭski naar het door de Amerikanen bezette Duitse gebied. Vervolgens werden de militairen geïnterneerd in een krijgsgevangenenkamp. Hij woonde in de Volksgartenstrasse 1 in Langenfeld.
Astrowski werd niet uitgeleverd aan de Sovjet-Unie, maar kreeg een verblijfsvergunning voor de Verenigde Staten in 1956 waar hij tot zijn dood in 1976 bleef wonen. Astrowski werd begraven op de Wit-Russische begraafplaats in South River, New Jersey.